# 1999–2000-es UEFA-bajnokok ligája (második csoportkör)
Az 1999–2000-es UEFA-bajnokok ligája második csoportkörének mérkőzéseit 1999. november 22. és 2000. március 22. között játszották le.
A második csoportkörben az a 16 csapat vett részt, amelyek a csoportkör során a saját csoportjuk első két helyének valamelyikén végeztek. A csoportokban a csapatok körmérkőzéses, oda-visszavágós rendszerben mérkőztek meg egymással. A csoportok első két helyezettje az egyenes kieséses szakaszba jutott. A harmadik és negyedik helyezettek kiestek.

## Sorsolás
A sorsolás előtt a csapatokat négy kalapba sorolták a csoportkörbeli helyezések és az UEFA-együtthatók sorrendjében. Az első két kalapba kerültek a csoportkör első helyezettjei, a 3. és 4. kalapba a második helyezettek. Minden kalapból minden csoportba egy-egy csapatot sorsoltak. Egy csoportba nem kerülhetett két azonos nemzetiségű csapat.
| Csapat                      | Együttható | Kalap |
| --------------------------- | ---------- | ----- |
| Lazio                       | 86,606     | 1     |
| FC Barcelona                | 79,814     | 1     |
| Real Madrid                 | 74,814     | 1     |
| Manchester United (címvédő) | 72,144     | 1     |
| Chelsea                     | 58,144     | 2     |
| Rosenborg                   | 41,866     | 2     |
| Valencia CF                 | 40,814     | 2     |
| Sparta Praha                | 26,812     | 2     |

| Csapat                 | Együttható | Kalap |
| ---------------------- | ---------- | ----- |
| Bayern München         | 90,749     | 3     |
| Feyenoord              | 56,908     | 3     |
| Girondins de Bordeaux  | 56,721     | 3     |
| FC Porto               | 52,358     | 3     |
| Fiorentina             | 44,606     | 4     |
| Olympique de Marseille | 43,721     | 4     |
| Dinamo Kijiv           | 40,145     | 4     |
| Hertha BSC             | 22,749     | 4     |

## Csoportok

### Sorrend meghatározása
Ha két vagy több csapat a csoportmérkőzések után azonos pontszámmal állt, az alábbiak alapján kellett meghatározni a sorrendet:
1. az azonosan álló csapatok mérkőzésein szerzett több pont
2. az azonosan álló csapatok mérkőzésein elért jobb gólkülönbség
3. az azonosan álló csapatok mérkőzésein idegenben szerzett több gól
4. az összes mérkőzésen elért jobb gólkülönbség
5. az összes mérkőzésen szerzett több gól
6. az azonosan álló csapatok és nemzeti szövetségük jobb UEFA-együtthatója az előző öt évben

Az időpontok helyi idő szerint értendők.

### A csoport
| Hely. | Csapat       | M | Gy | D | V | G+ | G– | Gk  | P  | Továbbjutás                                |     | BAR | POR | SPP | HER |
| ----- | ------------ | - | -- | - | - | -- | -- | --- | -- | ------------------------------------------ | --- | --- | --- | --- | --- |
| 1.    | FC Barcelona | 6 | 5  | 1 | 0 | 17 | 5  | +12 | 16 | Továbbjutott az egyenes kieséses szakaszba |     | —   | 4–2 | 5–0 | 3–1 |
| 2.    | FC Porto     | 6 | 3  | 1 | 2 | 8  | 8  | 0   | 10 | Továbbjutott az egyenes kieséses szakaszba |     | 0–2 | —   | 2–2 | 1–0 |
| 3.    | Sparta Praha | 6 | 1  | 2 | 3 | 5  | 12 | −7  | 5  |                                            |     | 1–2 | 0–2 | —   | 1–0 |
| 4.    | Hertha BSC   | 6 | 0  | 2 | 4 | 3  | 8  | −5  | 2  |                                            | 1–1 | 0–1 | 1–1 | —   |     |

| 1999. november 23. 20:45 |

| Hertha BSC   | 1–1               | FC Barcelona     |
| ------------ | ----------------- | ---------------- |
| Michalke 33' | (1–1) Jegyzőkönyv | Luis Enrique 13' |

| Olympiastadion, Berlin Nézőszám: 60 530 Játékvezető: Nikolay Levnikov (orosz) |

| 1999. november 23. 20:45 |

| Sparta Praha | 0–2               | FC Porto                |
| ------------ | ----------------- | ----------------------- |
|              | (0–0) Jegyzőkönyv | Drulović 77' Jardel 84' |

| Letná Stadium, Prága Nézőszám: 14 625 Játékvezető: Gilles Veissière (francia) |

| 1999. december 8. 19:45 |

| FC Porto     | 1–0               | Hertha BSC |
| ------------ | ----------------- | ---------- |
| Drulović 79' | (0–0) Jegyzőkönyv |            |

| Estádio das Antas, Porto Nézőszám: 25 000 Játékvezető: Ryszard Wójcik (lengyel) |

| 1999. december 8. 20:45 |

| FC Barcelona                                        | 5–0               | Sparta Praha |
| --------------------------------------------------- | ----------------- | ------------ |
| Kluivert 44' 63' Luis Enrique 45' 76' Guardiola 60' | (2–0) Jegyzőkönyv |              |

| Camp Nou, Barcelona Nézőszám: 45 000 Játékvezető: Pierluigi Collina (olasz) |

| 2000. március 1. 20:45 |

| Hertha BSC | 1–1               | Sparta Praha |
| ---------- | ----------------- | ------------ |
| Veit 45'   | (1–0) Jegyzőkönyv | Siegl 84'    |

| Olympiastadion, Berlin Nézőszám: 30 377 Játékvezető: Claude Colombo (francia) |

| 2000. március 1. 20:45 |

| FC Barcelona                                | 4–2               | FC Porto      |
| ------------------------------------------- | ----------------- | ------------- |
| Rivaldo 16' 89' F. de Boer 22' Kluivert 45' | (3–1) Jegyzőkönyv | Jardel 5' 79' |

| Camp Nou, Barcelona Nézőszám: 60 000 Játékvezető: Paul Durkin (angol) |

| 2000. március 7. 20:45 |

| Sparta Praha | 1–0               | Hertha BSC |
| ------------ | ----------------- | ---------- |
| Fukal 90'    | (0–0) Jegyzőkönyv |            |

| Letná Stadium, Prága Nézőszám: 9101 Játékvezető: Anders Frisk (svéd) |

| 2000. március 7. 19:45 |

| FC Porto | 0–2               | FC Barcelona             |
| -------- | ----------------- | ------------------------ |
|          | (0–1) Jegyzőkönyv | Abelardo 37' Rivaldo 59' |

| Estádio das Antas, Porto Nézőszám: 50 000 Játékvezető: Stefano Braschi (olasz) |

| 2000. március 15. 20:45 |

| FC Barcelona                    | 3–1               | Hertha BSC    |
| ------------------------------- | ----------------- | ------------- |
| Xavi 11' Gabri 48' Kluivert 83' | (1–1) Jegyzőkönyv | Alex Alves 7' |

| Camp Nou, Barcelona Nézőszám: 50 000 Játékvezető: Michel Piraux (belga) |

| 2000. március 15. 19:45 |

| FC Porto                    | 2–2               | Sparta Praha          |
| --------------------------- | ----------------- | --------------------- |
| Jorge Costa 16' Capucho 64' | (1–0) Jegyzőkönyv | Lokvenc 74' Fukal 90' |

| Estádio das Antas, Porto Nézőszám: 30 000 Játékvezető: Günter Benkö (osztrák) |

| 2000. március 21. 20:45 |

| Hertha BSC | 0–1               | FC Porto    |
| ---------- | ----------------- | ----------- |
|            | (0–0) Jegyzőkönyv | Clayton 69' |

| Olympiastadion, Berlin Nézőszám: 30 506 Játékvezető: Pierluigi Collina (olasz) |

| 2000. március 21. 20:45 |

| Sparta Praha | 1–2               | FC Barcelona  |
| ------------ | ----------------- | ------------- |
| Svoboda 18'  | (1–0) Jegyzőkönyv | Gabri 52' 89' |

| Letná Stadium, Prága Játékvezető: Rune Pedersen (norvég) |

### B csoport
| Hely. | Csapat            | M | Gy | D | V | G+ | G– | Gk | P  | Továbbjutás                                |     | MUN | VAL | FIO | BOR |
| ----- | ----------------- | - | -- | - | - | -- | -- | -- | -- | ------------------------------------------ | --- | --- | --- | --- | --- |
| 1.    | Manchester United | 6 | 4  | 1 | 1 | 10 | 4  | +6 | 13 | Továbbjutott az egyenes kieséses szakaszba |     | —   | 3–0 | 3–1 | 2–0 |
| 2.    | Valencia CF       | 6 | 3  | 1 | 2 | 9  | 5  | +4 | 10 | Továbbjutott az egyenes kieséses szakaszba |     | 0–0 | —   | 2–0 | 3–0 |
| 3.    | Fiorentina        | 6 | 2  | 2 | 2 | 7  | 8  | −1 | 8  |                                            |     | 2–0 | 1–0 | —   | 3–3 |
| 4.    | Bordeaux          | 6 | 0  | 2 | 4 | 5  | 14 | −9 | 2  |                                            | 1–2 | 1–4 | 0–0 | —   |     |

| 1999. november 23. 20:45 |

| Fiorentina              | 2–0               | Manchester United |
| ----------------------- | ----------------- | ----------------- |
| Batistuta 24' Balbo 52' | (1–0) Jegyzőkönyv |                   |

| Stadio Artemio Franchi, Firenze Nézőszám: 36 002 Játékvezető: Bernd Heynemann (német) |

| 1999. november 23. 20:45 |

| Valencia CF                            | 3–0               | Girondins de Bordeaux |
| -------------------------------------- | ----------------- | --------------------- |
| Farinós 60' Ilie 68' Kily González 90' | (0–0) Jegyzőkönyv |                       |

| Estadio Mestalla, Valencia Nézőszám: 35 000 Játékvezető: Dick Jol (holland) |

| 1999. december 8. 20:45 |

| Girondins de Bordeaux | 0–0         | Fiorentina |
| --------------------- | ----------- | ---------- |
|                       | Jegyzőkönyv |            |

| Parc Lescure, Bordeaux Nézőszám: 21 987 Játékvezető: Karl-Erik Nilsson (svéd) |

| 1999. december 8. 19:45 |

| Manchester United                  | 3–0               | Valencia CF |
| ---------------------------------- | ----------------- | ----------- |
| Keane 38' Solskjær 47' Scholes 70' | (1–0) Jegyzőkönyv |             |

| Old Trafford, Manchester Nézőszám: 54 606 Játékvezető: Kim Milton Nielsen (dán) |

| 2000. március 1. 20:45 |

| Fiorentina               | 1–0               | Valencia CF |
| ------------------------ | ----------------- | ----------- |
| Mijatović 20' (11-esből) | (1–0) Jegyzőkönyv |             |

| Stadio Artemio Franchi, Firenze Nézőszám: 30 000 Játékvezető: Markus Merk (német) |

| 2000. március 1. 19:45 |

| Manchester United        | 2–0               | Girondins de Bordeaux |
| ------------------------ | ----------------- | --------------------- |
| Giggs 42' Sheringham 84' | (1–0) Jegyzőkönyv |                       |

| Old Trafford, Manchester Nézőszám: 59 786 Játékvezető: Hartmut Strampe (német) |

| 2000. március 7. 20:45 |

| Valencia CF                       | 2–0               | Fiorentina |
| --------------------------------- | ----------------- | ---------- |
| Ilie 35' Mendieta 90+' (11-esből) | (1–0) Jegyzőkönyv |            |

| Estadio Mestalla, Valencia Nézőszám: 45 000 Játékvezető: Hellmut Krug (német) |

| 2000. március 7. 20:45 |

| Girondins de Bordeaux | 1–2               | Manchester United      |
| --------------------- | ----------------- | ---------------------- |
| Pavon 9'              | (1–1) Jegyzőkönyv | Keane 33' Solskjær 84' |

| Parc Lescure, Bordeaux Nézőszám: 30 130 Játékvezető: Jan Wegereef (holland) |

| 2000. március 15. 19:45 |

| Manchester United            | 3–1               | Fiorentina    |
| ---------------------------- | ----------------- | ------------- |
| Cole 20' Keane 33' Yorke 70' | (2–1) Jegyzőkönyv | Batistuta 16' |

| Old Trafford, Manchester Nézőszám: 59 926 Játékvezető: Ryszard Wójcik (lengyel) |

| 2000. március 15. 20:45 |

| Girondins de Bordeaux | 1–4               | Valencia CF                                                           |
| --------------------- | ----------------- | --------------------------------------------------------------------- |
| Wiltord 54'           | (0–1) Jegyzőkönyv | Đukić 41' Mendieta 47' (11-esből) Kily González 72' Juan Sánchez 90+' |

| Parc Lescure, Bordeaux Nézőszám: 22 000 Játékvezető: Fritz Stuchlik (osztrák) |

| 2000. március 21. 20:45 |

| Fiorentina                                        | 3–3               | Girondins de Bordeaux               |
| ------------------------------------------------- | ----------------- | ----------------------------------- |
| Chiesa 47' (11-esből) Batistuta 61' Rui Costa 64' | (0–1) Jegyzőkönyv | Wiltord 4' Zanotti 87' Batlles 90+' |

| Stadio Artemio Franchi, Firenze Nézőszám: 14 239 Játékvezető: Dieter Schoch (svájci) |

| 2000. március 21. 20:45 |

| Valencia CF | 0–0         | Manchester United |
| ----------- | ----------- | ----------------- |
|             | Jegyzőkönyv |                   |

| Estadio Mestalla, Valencia Nézőszám: 40 419 Játékvezető: Ľuboš Micheľ (szlovák) |

### C csoport
| Hely. | Csapat         | M | Gy | D | V | G+ | G– | Gk | P  | Továbbjutás                                |     | BAY | RMA | DKV | ROS |
| ----- | -------------- | - | -- | - | - | -- | -- | -- | -- | ------------------------------------------ | --- | --- | --- | --- | --- |
| 1.    | Bayern München | 6 | 4  | 1 | 1 | 13 | 8  | +5 | 13 | Továbbjutott az egyenes kieséses szakaszba |     | —   | 4–1 | 2–1 | 2–1 |
| 2.    | Real Madrid    | 6 | 3  | 1 | 2 | 11 | 12 | −1 | 10 | Továbbjutott az egyenes kieséses szakaszba |     | 2–4 | —   | 2–2 | 3–1 |
| 3.    | Dinamo Kijiv   | 6 | 3  | 1 | 2 | 10 | 8  | +2 | 10 |                                            |     | 2–0 | 1–2 | —   | 2–1 |
| 4.    | Rosenborg      | 6 | 0  | 1 | 5 | 5  | 11 | −6 | 1  |                                            | 1–1 | 0–1 | 1–2 | —   |     |

| 1999. november 24. 21:45 |

| Dinamo Kijiv          | 1–2               | Real Madrid            |
| --------------------- | ----------------- | ---------------------- |
| Rebrov 86' (11-esből) | (0–1) Jegyzőkönyv | Morientes 17' Raúl 48' |

| Olimpiyskiy NSC, Kijev Nézőszám: 40 000 Játékvezető: David Elleray (angol) |

| 1999. november 24. 20:45 |

| Rosenborg       | 1–1               | Bayern München |
| --------------- | ----------------- | -------------- |
| Skammelsrud 47' | (0–1) Jegyzőkönyv | Jancker 6'     |

| Lerkendal Stadion, Trondheim Nézőszám: 14 167 Játékvezető: Stefano Braschi (olasz) |

| 1999. december 7. 20:45 |

| Bayern München        | 2–1               | Dinamo Kijiv |
| --------------------- | ----------------- | ------------ |
| Jancker 6' Sérgio 80' | (1–0) Jegyzőkönyv | Rebrov 50'   |

| Olympiastadion, München Nézőszám: 16 000 Játékvezető: Hugh Dallas (skót) |

| 1999. december 7. 20:45 |

| Real Madrid                                    | 3–1               | Rosenborg |
| ---------------------------------------------- | ----------------- | --------- |
| Raúl 16' Sávio 85' Roberto Carlos da Silva 90' | (1–0) Jegyzőkönyv | Carew 48' |

| Santiago Bernabéu Stadium, Madrid Nézőszám: 35 000 Játékvezető: Michel Piraux (belga) |

| 2000. február 29. 20:45 |

| Real Madrid            | 2–4               | Bayern München                                     |
| ---------------------- | ----------------- | -------------------------------------------------- |
| Morientes 25' Raúl 48' | (1–3) Jegyzőkönyv | Scholl 21' Effenberg 24' Fink 39' Paulo Sérgio 67' |

| Santiago Bernabéu Stadium, Madrid Nézőszám: 60 000 Játékvezető: Kim Milton Nielsen (dán) |

| 2000. február 29. 21:45 |

| Dinamo Kijiv              | 2–1               | Rosenborg    |
| ------------------------- | ----------------- | ------------ |
| Khatskevich 2' Rebrov 29' | (2–0) Jegyzőkönyv | Jakobsen 48' |

| Olimpiyskiy NSC, Kijev Játékvezető: Lubos Michel (szlovák) |

| 2000. március 8. 20:45 |

| Rosenborg   | 1–2               | Dinamo Kijiv   |
| ----------- | ----------------- | -------------- |
| Ø. Berg 38' | (1–1) Jegyzőkönyv | Rebrov 32' 68' |

| Lerkendal Stadion, Trondheim Nézőszám: 14 000 Játékvezető: Alain Hamer (luxemburgi) |

| 2000. március 8. 20:45 |

| Bayern München                      | 4–1               | Real Madrid  |
| ----------------------------------- | ----------------- | ------------ |
| Scholl 4' Élber 30' Zickler 79' 90' | (2–0) Jegyzőkönyv | Helguera 50' |

| Olympiastadion, München Nézőszám: 60 000 Játékvezető: Dick Jol (holland) |

| 2000. március 14. 20:45 |

| Bayern München              | 2–1               | Rosenborg |
| --------------------------- | ----------------- | --------- |
| Scholl 11' Paulo Sérgio 40' | (2–0) Jegyzőkönyv | Carew 64' |

| Olympiastadion, München Nézőszám: 20 000 Játékvezető: Alfredo Trentalange (olasz) |

| 2000. március 14. 20:45 |

| Real Madrid                                     | 2–2               | Dinamo Kijiv                       |
| ----------------------------------------------- | ----------------- | ---------------------------------- |
| Raúl 14' (11-esből) Roberto Carlos da Silva 72' | (1–1) Jegyzőkönyv | Khatskevich 42' Hierro 56' (öngól) |

| Santiago Bernabéu Stadium, Madrid Nézőszám: 55 000 Játékvezető: Alain Sars (francia) |

| 2000. március 22. 21:45 |

| Dinamo Kijiv               | 2–0               | Bayern München |
| -------------------------- | ----------------- | -------------- |
| Kaladze 34' Demetradze 71' | (1–0) Jegyzőkönyv |                |

| Olimpiyskiy NSC, Kijev Nézőszám: 70 000 Játékvezető: Gilles Veissière (francia) |

| 2000. március 22. 20:45 |

| Rosenborg | 0–1               | Real Madrid |
| --------- | ----------------- | ----------- |
|           | (0–1) Jegyzőkönyv | Raúl 3'     |

| Lerkendal Stadion, Trondheim Nézőszám: 12 653 Játékvezető: Nikolay Levnikov (orosz) |

### D csoport
| Hely. | Csapat                 | M | Gy | D | V | G+ | G– | Gk | P  | Továbbjutás                                |     | LAZ | CHE | FEY | MAR |
| ----- | ---------------------- | - | -- | - | - | -- | -- | -- | -- | ------------------------------------------ | --- | --- | --- | --- | --- |
| 1.    | Lazio                  | 6 | 3  | 2 | 1 | 10 | 4  | +6 | 11 | Továbbjutott az egyenes kieséses szakaszba |     | —   | 0–0 | 1–2 | 5–1 |
| 2.    | Chelsea                | 6 | 3  | 1 | 2 | 8  | 5  | +3 | 10 | Továbbjutott az egyenes kieséses szakaszba |     | 1–2 | —   | 3–1 | 1–0 |
| 3.    | Feyenoord              | 6 | 2  | 2 | 2 | 7  | 7  | 0  | 8  |                                            |     | 0–0 | 1–3 | —   | 3–0 |
| 4.    | Olympique de Marseille | 6 | 1  | 1 | 4 | 2  | 11 | −9 | 4  |                                            | 0–2 | 1–0 | 0–0 | —   |     |

| 1999. november 24. 19:45 |

| Chelsea                  | 3–1               | Feyenoord |
| ------------------------ | ----------------- | --------- |
| Babayaro 45' Flo 67' 85' | (1–0) Jegyzőkönyv | Cruz 89'  |

| Stamford Bridge, London Nézőszám: 29 704 Játékvezető: José García Aranda (spanyol) |

| 1999. november 24. 20:45 |

| Olympique de Marseille | 0–2               | Lazio                              |
| ---------------------- | ----------------- | ---------------------------------- |
|                        | (0–0) Jegyzőkönyv | Stanković 64' Sérgio Conceição 77' |

| Stade Vélodrome, Marseille Nézőszám: 42 261 Játékvezető: Manuel Díaz Vega (spanyol) |

| 1999. december 7. 20:45 |

| Lazio | 0–0         | Chelsea |
| ----- | ----------- | ------- |
|       | Jegyzőkönyv |         |

| Olimpiai Stadion, Róma Nézőszám: 38 662 Játékvezető: Hellmut Krug (német) |

| 1999. december 7. 20:45 |

| Feyenoord                | 3–0               | Olympique de Marseille |
| ------------------------ | ----------------- | ---------------------- |
| Cruz 72' 90' Bosvelt 83' | (0–0) Jegyzőkönyv |                        |

| De Kuip, Rotterdam Nézőszám: 42 000 Játékvezető: Vítor Melo Pereira (portugál) |

| 2000. február 29. 20:45 |

| Lazio     | 1–2               | Feyenoord        |
| --------- | ----------------- | ---------------- |
| Verón 37' | (1–0) Jegyzőkönyv | Tomasson 78' 84' |

| Olimpiai Stadion, Róma Nézőszám: 17 883 Játékvezető: Antonio López Nieto (spanyol) |

| 2000. február 29. 20:45 |

| Olympique de Marseille | 1–0               | Chelsea |
| ---------------------- | ----------------- | ------- |
| Pirès 16'              | (1–0) Jegyzőkönyv |         |

| Stade Vélodrome, Marseille Nézőszám: 24 700 Játékvezető: Rune Pedersen (norvég) |

| 2000. március 8. 19:45 |

| Chelsea  | 1–0               | Olympique de Marseille |
| -------- | ----------------- | ---------------------- |
| Wise 27' | (1–0) Jegyzőkönyv |                        |

| Stamford Bridge, London Nézőszám: 33 206 Játékvezető: Juan Fernandez Marin (spanyol) |

| 2000. március 8. 20:45 |

| Feyenoord | 0–0         | Lazio |
| --------- | ----------- | ----- |
|           | Jegyzőkönyv |       |

| De Kuip, Rotterdam Nézőszám: 45 356 Játékvezető: Günter Benkö (osztrák) |

| 2000. március 14. 20:45 |

| Lazio                              | 5–1               | Olympique de Marseille |
| ---------------------------------- | ----------------- | ---------------------- |
| Inzaghi 17' 37' 38' 71' Bokšić 82' | (3–0) Jegyzőkönyv | Leroy 50'              |

| Olimpiai Stadion, Róma Nézőszám: 28 875 Játékvezető: Anders Frisk (svéd) |

| 2000. március 14. 20:45 |

| Feyenoord | 1–3               | Chelsea                   |
| --------- | ----------------- | ------------------------- |
| Kalou 59' | (0–1) Jegyzőkönyv | Zola 39' Wise 64' Flo 89' |

| De Kuip, Rotterdam Nézőszám: 44 000 Játékvezető: Knud Erik Fisker (dán) |

| 2000. március 22. 20:45 |

| Olympique de Marseille | 0–0         | Feyenoord |
| ---------------------- | ----------- | --------- |
|                        | Jegyzőkönyv |           |

| Stade Vélodrome, Marseille Nézőszám: 10 000 Játékvezető: Arturo Daudén Ibáñez (spanyol) |

| 2000. március 22. 19:45 |

| Chelsea   | 1–2               | Lazio                      |
| --------- | ----------------- | -------------------------- |
| Poyet 45' | (1–0) Jegyzőkönyv | Inzaghi 55' Mihajlović 66' |

| Stamford Bridge, London Nézőszám: 34 260 Játékvezető: Vítor Melo Pereira (portugál) |